# Prestige Mboungou
Vieljeux Prestige Mboungou (Brazzaville, 10 luglio 2000) è un calciatore congolese (Repubblica del Congo), attaccante del TSC Bačka Topola.

## Carriera

### Club
Ha esordito nel campionato congolese con il CARA Brazzaville nella stagione 2016; passa in seguito ai Diables Noirs, sempre nel medesimo campionato. Nel 2018 si trasferisce al Vyškov, club della seconda divisione slovacca. In seguito, dopo anche un prestito agli statunitensi degli Charlotte Independence, nel gennaio del 2020 si trasferisce al Metalac, club della seconda divisione serba.

### Nazionale
Ha esordito in nazionale maggiore l'11 gennaio 2017 nell'amichevole persa 2-0 contro il Senegal.
Ha segnato il suo primo gol in nazionale il 29 marzo 2022 nell'amichevole persa 2-1 contro la Sierra Leone.

## Statistiche

### Cronologia presenze e reti in nazionale
| Cronologia completa delle presenze e delle reti in nazionale ― Rep. del Congo | Cronologia completa delle presenze e delle reti in nazionale ― Rep. del Congo | Cronologia completa delle presenze e delle reti in nazionale ― Rep. del Congo | Cronologia completa delle presenze e delle reti in nazionale ― Rep. del Congo | Cronologia completa delle presenze e delle reti in nazionale ― Rep. del Congo | Cronologia completa delle presenze e delle reti in nazionale ― Rep. del Congo | Cronologia completa delle presenze e delle reti in nazionale ― Rep. del Congo | Cronologia completa delle presenze e delle reti in nazionale ― Rep. del Congo |
| Data                                                                          | Città                                                                         | In casa                                                                       | Risultato                                                                     | Ospiti                                                                        | Competizione                                                                  | Reti                                                                          | Note                                                                          |
| ----------------------------------------------------------------------------- | ----------------------------------------------------------------------------- | ----------------------------------------------------------------------------- | ----------------------------------------------------------------------------- | ----------------------------------------------------------------------------- | ----------------------------------------------------------------------------- | ----------------------------------------------------------------------------- | ----------------------------------------------------------------------------- |
| 11-1-2017                                                                     | Brazzaville                                                                   | Rep. del Congo                                                                | 0 – 2                                                                         | Senegal                                                                       | Amichevole                                                                    | -                                                                             | 58’                                                                           |
| 11-8-2017                                                                     | Brazzaville                                                                   | Rep. del Congo                                                                | 0 – 0                                                                         | RD del Congo                                                                  | Qual. CHAN 2018 - 1º turno                                                    | -                                                                             | 81’                                                                           |
| 19-8-2017                                                                     | Kinshasa                                                                      | RD del Congo                                                                  | 1 – 1                                                                         | Rep. del Congo                                                                | Qual. CHAN 2018 - 1º turno                                                    | -                                                                             | 69’                                                                           |
| 16-1-2018                                                                     | Agadir                                                                        | Camerun                                                                       | 0 – 1                                                                         | Rep. del Congo                                                                | CHAN 2018 - 1º turno                                                          | -                                                                             | 12’                                                                           |
| 20-1-2018                                                                     | Agadir                                                                        | Rep. del Congo                                                                | 2 – 0                                                                         | Burkina Faso                                                                  | CHAN 2018 - 1º turno                                                          | -                                                                             | 40’                                                                           |
| 24-1-2018                                                                     | Agadir                                                                        | Rep. del Congo                                                                | 0 – 0                                                                         | Angola                                                                        | CHAN 2018 - 1º turno                                                          | -                                                                             | 69’                                                                           |
| 20-1-2018                                                                     | Agadir                                                                        | Rep. del Congo                                                                | 1 – 1 (3 – 5 dtr)                                                             | Libia                                                                         | CHAN 2018 - 1º turno                                                          | -                                                                             |                                                                               |
| 25-3-2018                                                                     | Mantes-la-Ville                                                               | Rep. del Congo                                                                | 2 – 0                                                                         | Guinea-Bissau                                                                 | Amichevole                                                                    | -                                                                             | 46’                                                                           |
| 9-9-2018                                                                      | Brazzaville                                                                   | Rep. del Congo                                                                | 1 – 1                                                                         | Zimbabwe                                                                      | Qual. Coppa d'Africa 2019                                                     | -                                                                             | 78’                                                                           |
| 2-9-2021                                                                      | Bakau                                                                         | Namibia                                                                       | 1 – 1                                                                         | Rep. del Congo                                                                | Qual. Mondiali 2022                                                           | -                                                                             | 46’                                                                           |
| 7-9-2021                                                                      | Brazzaville                                                                   | Rep. del Congo                                                                | 1 – 3                                                                         | Senegal                                                                       | Qual. Mondiali 2022                                                           | -                                                                             |                                                                               |
| 9-10-2021                                                                     | Lomé                                                                          | Togo                                                                          | 1 – 1                                                                         | Rep. del Congo                                                                | Qual. Mondiali 2022                                                           | -                                                                             |                                                                               |
| 12-10-2021                                                                    | Brazzaville                                                                   | Rep. del Congo                                                                | 1 – 2                                                                         | Togo                                                                          | Qual. Mondiali 2022                                                           | -                                                                             | 46’                                                                           |
| 11-11-2021                                                                    | Brazzaville                                                                   | Rep. del Congo                                                                | 1 – 1                                                                         | Namibia                                                                       | Qual. Mondiali 2022                                                           | -                                                                             | 46’                                                                           |
| 25-3-2022                                                                     | Brazzaville                                                                   | Rep. del Congo                                                                | 1 – 3                                                                         | Zambia                                                                        | Amichevole                                                                    | -                                                                             | 70’                                                                           |
| 29-3-2022                                                                     | Brazzaville                                                                   | Rep. del Congo                                                                | 1 – 2                                                                         | Sierra Leone                                                                  | Amichevole                                                                    | 1                                                                             | 66’                                                                           |
| 4-6-2022                                                                      | Bamako                                                                        | Mali                                                                          | 4 – 0                                                                         | Rep. del Congo                                                                | Qual. Coppa d'Africa 2023                                                     | -                                                                             | 66’                                                                           |
| 8-6-2022                                                                      | Brazzaville                                                                   | Rep. del Congo                                                                | 1 – 0                                                                         | Gambia                                                                        | Qual. Coppa d'Africa 2023                                                     | -                                                                             |                                                                               |
| 24-9-2022                                                                     | Mohammédia                                                                    | Rep. del Congo                                                                | 3 – 3                                                                         | Madagascar                                                                    | Amichevole                                                                    | 1                                                                             | 79’                                                                           |
| 27-9-2022                                                                     | Mohammédia                                                                    | Rep. del Congo                                                                | 0 – 2                                                                         | Mauritania                                                                    | Amichevole                                                                    | -                                                                             | 72’                                                                           |
| 23-3-2023                                                                     | Brazzaville                                                                   | Rep. del Congo                                                                | 1 – 2                                                                         | Sudan del Sud                                                                 | Qual. Coppa d'Africa 2023                                                     | -                                                                             |                                                                               |
| 27-3-2023                                                                     | Dar es Salaam                                                                 | Sudan del Sud                                                                 | 0 – 1                                                                         | Rep. del Congo                                                                | Qual. Coppa d'Africa 2023                                                     | -                                                                             | 89’                                                                           |
| 18-6-2023                                                                     | Brazzaville                                                                   | Rep. del Congo                                                                | 0 – 2                                                                         | Mali                                                                          | Qual. Coppa d'Africa 2023                                                     | -                                                                             |                                                                               |
| 10-9-2023                                                                     | Marrakech                                                                     | Gambia                                                                        | 2 – 2                                                                         | Rep. del Congo                                                                | Qual. Coppa d'Africa 2023                                                     | -                                                                             | 85’                                                                           |
| 17-11-2023                                                                    | Ndola                                                                         | Zambia                                                                        | 4 – 2                                                                         | Rep. del Congo                                                                | Amichevole                                                                    | -                                                                             | 56’                                                                           |
| 5-9-2024                                                                      | Brazzaville                                                                   | Rep. del Congo                                                                | 1 – 0                                                                         | Sudan del Sud                                                                 | Qual. Coppa d'Africa 2025                                                     | -                                                                             | 68’                                                                           |
| 9-9-2024                                                                      | Kampala                                                                       | Uganda                                                                        | 2 – 0                                                                         | Rep. del Congo                                                                | Qual. Coppa d'Africa 2025                                                     | -                                                                             | 59’                                                                           |
| 11-10-2024                                                                    | Port Elizabeth                                                                | Sudafrica                                                                     | 5 – 0                                                                         | Rep. del Congo                                                                | Qual. Coppa d'Africa 2025                                                     | -                                                                             |                                                                               |
| 15-10-2024                                                                    | Brazzaville                                                                   | Rep. del Congo                                                                | 1 – 1                                                                         | Sudafrica                                                                     | Qual. Coppa d'Africa 2025                                                     | -                                                                             | 85’                                                                           |
| 14-11-2024                                                                    | Juba                                                                          | Sudan del Sud                                                                 | 3 – 2                                                                         | Rep. del Congo                                                                | Qual. Coppa d'Africa 2025                                                     | -                                                                             | 57’                                                                           |
| 19-11-2024                                                                    | Brazzaville                                                                   | Rep. del Congo                                                                | 0 – 1                                                                         | Uganda                                                                        | Qual. Coppa d'Africa 2025                                                     | -                                                                             |                                                                               |
| Totale                                                                        |                                                                               | Presenze                                                                      | 31                                                                            |                                                                               | Reti                                                                          | 2                                                                             |                                                                               |

## Palmarès

### Club

#### Competizioni nazionali
- Coupe du Congo: 1

Diables Noirs: 2018